# Žaneta Ilieva
Žaneta Toševa Ilieva (in bulgaro Жанета Тошева Илиева?; Veliko Tărnovo, 3 ottobre 1984) è un'ex ginnasta bulgara, specializzata nella ginnastica ritmica.

## Palmarès

### Olimpiadi
- 1 medaglia:
  - 1 bronzo (Atene 2004 nel concorso a squadre)

### Mondiali
- 3 medaglie:
  - 3 argenti (Budapest 2003 nel concorso a squadre; Budapest 2003 nel gruppo - 3 cerchi e 2 palle; Budapest 2003 nel gruppo - 5 nastri)

### Europei
- 3 medaglie:
  - 1 oro (Riesa 2003 nel gruppo - 3 cerchi e 2 palle)
  - 2 argenti (Riesa 2003 nel concorso a squadre; Riesa 2003 nel gruppo - 5 nastri)